# Olena Radjuk-Kutschuk
Olena Oleksandriwna Radjuk-Kutschuk (ukrainisch Олена Олександрівна Радюк-Кучук; englisch Olena Radiuk-Kucuk; * 7. Februar 1999) ist eine ukrainische Leichtathletin, die sich auf den Sprint spezialisiert hat.

## Sportliche Laufbahn
Erste internationale Erfahrungen sammelte Olena Radjuk-Kutschuk im Jahr 2017, als sie der ukrainischen 4-mal-400-Meter-Staffel bei den U20-Europameisterschaften in Grosseto zum Finaleinzug verhalf und damit zum Gewinn der Goldmedaille beitrug. Im Jahr darauf schied sie bei den U20-Weltmeisterschaften in Tampere mit 3:44,74 min im Vorlauf aus und 2021 kam sie bei den U23-Europameisterschaften in Tallinn mit 24,56 s nicht über die erste Runde im 200-Meter-Lauf hinaus. Zudem verpasste sie mit der Staffel mit 3:37,00 min den Finaleinzug. Im Jahr darauf belegte sie bei den Balkan-Meisterschaften in Craiova in 24,72 s den achten Platz über 200 Meter.
In den Jahren 2017 und 2020 wurde Radjuk-Kutschuk ukrainische Meisterin in der 4-mal-400-Meter-Staffel im Freien sowie von 2019 bis 2021 in der Halle. Zudem wurde sie 2019 Hallenmeisterin im 200-Meter-Lauf.

## Persönliche Bestzeiten
- 200 Meter: 23,80 s (+0,9 m/s), 26. Juni 2022 in Bursa
  - 200 Meter (Halle): 24,74 s, 24. Januar 2021 in Istanbul
- 400 Meter: 55,03 s, 18. Juni 2021 in Luzk
  - 400 Meter (Halle): 55,89 s, 23. Januar 2021 in Istanbul